# Indro Montanelli
Indro Montanelli (Fucecchio, Florència 1909 - Milà 2001) fou un periodista italià.
Montanelli va néixer el 22 d'abril de 1909 a la població de Fucecchio, prop de la ciutat italiana de Florència. Llicenciat en Dret per la Universitat de Florència, es doctorà a la mateixa amb una tesi que versava sobre la reforma electoral que proposava el règim feixista i en la qual sostenia que no era més que l'abolició de les eleccions.

## Biografia
Va debutar en el periodisme en un petit diari local anomenat Selvaggio, en el qual va trencar la unànime conformitat que impulsava el règim. El 1932 ingressà a L'Universal, on realitzà una sèrie d'articles contra el racisme que tingueren el beneplàcit de Benito Mussolini, que decidí tancar el diari i oferir-li un lloc al Popolo d'Italia. Anà escalant posicions dins el món periodístic, treballant com a reporter de la revista Paris-Soir el 1934, i especialitzant-se en la crònica negra. Posteriorment fou enviat com a corresponsal de l'agència United Press a Noruega, Canadà, Estats Units i Abissínia. Allà decidí ingressar a l'exèrcit, però ben aviat començà a dubtar de la seva eficàcia i organització així com del mateix règim feixista italià.
A partir d'aquell moment es posicionà contra el feixisme, en totes les seves formes polítiques possibles. Involucrat en la Guerra Civil espanyola, es posicionà al costat del bàndol republicà. Després de refusar el carnet del partit feixista italià el ministre feixista Giuseppe Bottai aconseguí concedir-li una plaça per l'ensenyament de l'italià a la Universitat de Tartu a Estònia, escapant-se així de les complicacions que li hagués comportat el seu refús del carnet tot i el posicionament del diari Il Corriere della Sera al seu favor.
Continuà però les seves activitats de reporter per Europa, en un continent amenaçat pel poder d'Adolf Hitler, i observant l'ocupació de Noruega i Finlàndia per part del règim nazi alemany. D'aquesta observació realitzà una sèrie d'articles que els lectors italians apreciaren molt. Al seu retorn a Itàlia, va viure el col·lapse del 8 de setembre i s'afilià a Giustizia i Libertà, un partit polític clandestí. Descobert pels alemanys és condemnat a mort i empresonat. D'aquesta experiència va treure inspiració per a un dels seus Incontri, petits retrats de personatges, en concret sobre el General Della Rovere, el relat del qual Roberto Rossellini va saber realitzar una pel·lícula que obtindria el Lleó d'Or al Festival de Venècia.
Es va refugiar a Suïssa fins al final de la Segona Guerra Mundial. Després d'acabar aquesta, la seva activitat de reporter el va dur a Budapest, durant la invasió soviètica, i que el va inspirar la trama d'una obra teatral, I sogni muoiono all'alba (1960). Declaradament anticomunista, les seves actituds intransigents i contra corrent li van valer als anys 70 - 80 una etiqueta de "feixista" (encara que als 90 fou anomenat "comunista") per part de les esquerres, en les quals ell veia, en aquells anys, un perill important com portaveus de la llavors superpotència russa.
Amb el Corriere della Sera sota la direcció de Piero Ottone, Montanelli va preferir dimitir abans de ser acomiadat: la línia del periòdic, conformista i servil amb els models polítics dominants, era més del que podia assumir, per la qual cosa va acabar fundant el seu propi periòdic, Il Giornale el 1974. Concebut com un diari d'opinió, Montanelli va tenir l'oportunitat d'expressar amb major força les seves posicions, sempre poc conformistes i sovint originals; a manera d'interlocutor exterior a la política, orientat el debat sobre qüestions de principis i partidari d'una dreta idealista, es va introduir en el debat polític, contribuint a la creació de la figura de l'analista polític de procedència periodística. Davant el creixement, que ell considerava perillós, del Partit Comunista italià, va fer famosa la seva petició electoral de tapar-se el nas per a votar a la democràcia cristiana.
El 1977 fou víctima d'un atemptat de les Brigades Roges, que li van disparar 4 trets quan es dirigiria com tots els matins al periòdic. Els terroristes van justificar l'atemptat per considerar Montanelli un esclau de les multinacionals.
Il Giornale va tenir un públic fidel durant anys, no obstant això sempre limitat en relació amb altres diaris. Les crisis econòmiques no van trigar a fer-se notar, fins a obligar-lo a acceptar l'entrada com a editor de Silvio Berlusconi. La seva associació va durar fins a començaments dels anys '90, amb l'entrada en política del seu editor va provocar les primeres dissidències entre els dos, duent Montanelli a abandonar el diari que havia fundat per encaminar-se aquest a una línia amb la qual en absolut estava d'acord. Rebutjà llavors la direcció del Corriero della Sera, oferta per Paolo Mieli i Giovanni Agnelli, i decidí fundar un nou periòdic, La Voce, juntament amb quaranta periodistes de la seva redacció anterior.
El diari es va convertir en una veu principal de l'oposició al govern de Berlusconi. Montanelli va organitzar campanyes per a defensar la llibertat de premsa amenaçada. La nova empresa, no obstant això, no va tenir una llarga vida, per no obtenir un suficient volum de vendes.
Va tornar, així, a treballar per al Corriero della Sera, acceptant una col·laboració que li va permetre romandre en contacte amb els seus veritables editors, com agradava de cridar als lectors. Va crear la secció denominada "Stanza di Montanelli", una espècie de diàleg amb els lectors.
La seva incomoditat enfront de possibles influències polítiques es va posar de manifest quan va rebutjar l'any 1992 la proposta de ser nomenat senador vitalici de la República d'Itàlia. En una carta al president Francesco Cossiga, va assenyalar: "desafortunadament, l'ideal que tinc de ser un periodista absolutament independent m'impedeix acceptar aquesta oferta tan afalagadora".
El 1996 fou guardonat amb el Premi Príncep d'Astúries de Comunicació i Humanitats, juntament amb el filòsof espanyol Julián Marías Aguilera.
Montanelli, en els últims anys de la seva vida, va expressar una posició profundament crítica respecte del líder de Forza Italia Silvio Berlusconi, el seu ex editor. Pocs dies abans de les eleccions polítiques de maig de 2001, considerant a Berlusconi prop de la victòria electoral, el va comparar amb una malaltia i va dir que Itàlia estaria guarida, com ocorre amb l'acció d'una vacuna, després del seu pas pel poder. Finalment va morir el 22 de juliol de 2001 en una clínica de la ciutat de Milà.